# تپه تونل شماره دو تبریز میانه
په تونل شماره دو تبریز میانه مربوط به دوره پارت - دوره ساسانی است و در شهرستان میانه، ۲/۵ کیلومتری جاده ترانزیت تبریز-میانه، بالای تونل شماره ۲ واقع شده است. این اثر در تاریخ ۸ بهمن ۱۳۸۵ با شمارهٔ ثبت ۱۶۹۷۹ به عنوان یکی از آثار ملی ایران به ثبت رسیده است.